# 쿠라오카 미즈하
쿠라오카 미즈하(일본어: 倉岡 水巴, 6월 21일 ~)는 일본의 여자 성우이며, 여성 아이돌 그룹 22/7의 멤버다.

## 인물
성우 아이돌 그룹 프로젝트 22/7에 소속되어 있는 멤버.
중학생 때, 당시 고등학생으로 애니메이션에 출연했던 세토 아사미의 연기에 감동하여 성우를 목표로 했다. 부모에게는 성우가 되는 것을 반대받았지만, 이 오디션에서 마지막으로 하겠다고 부탁하고, 받게 했다.

## 성우 활동

### 출연 작품

#### TV 애니메이션
2020년
- 22/7(코노 미야코)

### 참조주
1. 1 2  “22/7(ナナブンノニジュウニ)”. 《22/7(ナナブンノニジュウニ)》. 2019년 9월 5일에 원본 문서에서 보존된 문서. 2020년 2월 9일에 확인함.
2. ↑  “エンタメステーション”. 《エンタメステーションlanguage=ja》. 2019년 7월 22일에 원본 문서에서 보존된 문서. 2020년 2월 9일에 확인함.